# Ruby Braff
Ruby Braff, (Boston, 1927. március 16. – Chatham (Massachusetts), 2003. február 9.) amerikai dzsessztrombitás, kornettes.

## Pályafutása
Braff eredeti hangszere a szaxofon volt. Az 1940-es évektől Boston környékén játszott, 1947-től pedig New York-i klubokban lépett fel. 1949-ben Edmond Hall klarinétos zenekarával dolgozott a bostoni Savoy Cafe-ban, ahol Pee Wee Russell is játszott. 1953-ban visszaköltözött New Yorkba, ahol 1953-54-ben a Vic Dickenson Septettel játszott.
Braff meglehetősen egyedi utat járt be: az 1920-as és 1930-as évek retró dzsesszt játszott. Louis Armstrong és Bix Beiderbecke ezt diszkréten „a dallam imádatának” nevezte.
Az 1950-es években a hangzás rugalmassága és melegsége miatt sokak számára  Ruby Braff minta volt.
Játszott Benny Goodmannel, Woody Hermannel, Buck Claytonnal, Bud Freemannel és Ellis Larkinsszal.
Az 1950-es években nehezen talált munkát. Gyermekkori barátja, George Wein segítette neki − aki rendszeresen fellépett a bostoni Storyville klubban. Wein beszervezte a Newport All Starsba. Velük játszott 1960-as, -70-es években. Az 1970-es években George Barnes gitárossal zongora nélküli kvartettet alakított. A nagyon sikeres együttműködés több mint egy évig tartott, mígnem 1975-ben veszekedésbe torkollott (Braff gyakori sértő viselkedéséről volt ismert).
1971 és 1973 között Tony Bennett énekessel dolgozott. Gyakran szerepelt Dick Hyman zongoristával is.
1990-ben az első Nairn Jazz Fesztivál főszereplője volt Skóciában. A 2002-es rendezvényen való fellépése élete utolsó fellépése volt. Lemondta egy későbbi, a walesi Brecon Jazz Fesztiválra tervezett koncertjét, és hazament. Már nem érezte magát eléggé ereje teljében ahhoz, hogy nyilvánosan fellépjen.

## Lemezválogatás
- You Brought a New Kind of Love
- Variety Is the Spice of Braff
- I Hear Music
- Watch What Happens
- Music for the Still of the Night
- The Cape Godfather
- Ruby Braff and Strings: In the Wee Small Hours in London and New York
- Born to Play
- You Can Depend on Me
- Being with You
- Live at the Regattabar
- Relaxing at the Penthouse
- Braff!!
- The Ruby Braff and George Barnes Quartet − Live at The New School

## Fordítás
Ez a szócikk részben vagy egészben  a   Ruby Braff című holland Wikipédia-szócikk ezen változatának fordításán alapul.  Az eredeti cikk szerkesztőit annak laptörténete sorolja fel. Ez a jelzés csupán a megfogalmazás eredetét és a szerzői jogokat jelzi, nem szolgál a cikkben szereplő információk forrásmegjelöléseként.